# Sabel Tiger
Sabel Tiger (サーベル・タイガー?) è un manga di Yukinobu Hoshino. Di ambientazione fantascientifica, raccoglie sette storie brevi ambientate nello stesso universo di 2001 Nights e 2001+5 pubblicate in patria tra il 1980 e il 1981, riunite poi in unico volume edito nel 1987. In Italia è stato pubblicato da Flashbook nel gennaio 2007.

## Racconti
1. Sabel Tiger
2. Il pianeta degli unicorni
3. Sergente
4. I diamanti di Adamas
5. Quo vadis
6. Trappola di bitume[1]
7. Il pianeta dell'Inverno[2]